# KK Zabok
KK Zabok ist ein Basketballverein aus Zabok, Kroatien. Zurzeit spielt er in der kroatischen ersten Liga.

## Geschichte
Der Verein wurde 1977 gegründet und spielte in der Vergangenheit eher eine untergeordnete Rolle auf dem Balkan. 
Aufsehen erregte der Verein aus der 9000 Einwohner umfassenden kleinen Gemeinde im Jahr 2007, als er zum ersten Mal in der Vereinsgeschichte in die erste Liga aufstieg.
Siehe auch: Basketball in Kroatien